# David Stockton
David Stoctkon (Spokane, Washington, SAD), američki profesionalni košarkaš. Igra na mjestu beka šutera. Sin je američkog košarkaša Johna Stocktona i Hrvatice Nade, pa ima i hrvatsko državljanstvo. Godine 2014. na D-ligi Drafta draftirali su ga Maine Red Claws. U NBA igrao u Sacramento Kingsima i Utah Jazzu.